# Daan Verlaan
Daan Verlaan (28 januari 1978) is een Nederlands componist.

## Opleiding
Verlaan studeerde aanvankelijk klassieke talen aan de Universiteit Leiden. Hij studeerde daarnaast compositie bij Jeff Hamburg en Burkhardt Söll. Daarna studeerde hij verder aan het Rotterdams Conservatorium bij Klaas de Vries, Peter-Jan Wagemans en Robin de Raaff, met daarnaast elektronische muziek bij René Uijlenhoet.

## Activiteiten
Toen hij in Leiden studeerde speelde hij cello en harp in verschillende ensembles, waaronder Collegium Musicum. Verlaan zong onder andere in het Nederlands Studenten Kamerkoor. Verder maakte hij op ongebruikelijke wijze popmuziek, waarmee hij in 1997 in de finale kwam van de Grote Prijs van Nederland.

## Composities
Al op vijftienjarige leeftijd begon Verlaan met het opschrijven van zijn composities. Hij schreef de muziek bij een toneeluitvoering op school. Toen hij in Leiden studeerde schreef hij in opdracht van een aantal amateurgezelschappen. Stukken van Verlaan werden gespeeld door onder andere het Asko Ensemble, het Radio Symfonie Orkest, het Nederlands Studenten Kamerkoor en Holland Symfonia. 
De (antieke) literatuur is voor Verlaan vaak een bron van inspiratie en ook een "structureel muzikaal gegeven". Verlaan werkt zo aan een serie composities gebaseerd op het literaire verschijnsel van de katabasis. Van deze serie is het orkestwerk The Quickest Girl In The Frying-pan het eerste. Katabasis No. 2 schreef hij in opdracht van het Nederlands Studenten Kamerkoor en werd uitgevoerd tijdens hun tournee in 2004. Katabasis No. 3 was een opdrachtcompositie voor het Asko ensemble in 2005.

## Prijzen en onderscheidingen
Bij een landelijke compositiewedstrijd voor jonge componisten tot 18 jaar van de Arnhemse Vereniging voor Kamermuziek won Verlaan de derde prijs in de categorie 14-18 jaar met Nixie (1995), voor klarinet, harp, 2 violen en cello. Bij het Project Jonge Componisten (2004) van Holland Symfonia ontving hij de NOG Publieksprijs voor The Quickest Girl In The Frying Pan. In 2005 kreeg hij de Jan van Vlijmenprijs. In 2006 kreeg hij de tweede prijs van de Laurenscantorij Foundation Composers Competition voor het koorwerk 4 Songs After Poems by E.E. Cummings.